# Arnaud Augoyard
Pas d'image ? Cliquez ici
Arnaud Augoyard, né le 16 avril 1979 à Roanne (Loire), est un pilote automobile de rallye amateur français.

## Biographie
Il a commencé sa carrière automobile en 2000 avec la sélection Rallye jeune.
Il a ensuite fait plusieurs formules de promotion, telles que le Volant 206 de 2001 à 2005, ou la Clio cup Rally en 2005. Il a alors été pilote officiel Renault, en 2006, année où il a pris part au Championnat de France des rallyes avec une Clio S1600, et en 2007 où il s'est engagé en Championnat de France des rallyes sur terre avec une Clio R3.
L'année 2008 a été marqué par son titre de champion de France BFGoodrich. Cette année-là, il a participé à la victoire du team MSR by GBI.com dans le cadre du championnat de France des rallyes team.

En 2009 il revient en formule de promotion avec le Volant 207, mais dès la première manche, le Rallye Lyon-Charbonnière, il sort et est obligé de mettre un terme à sa saison. En 2010 il fait quelque apparitions, à la fois comme ouvreur, et à la fois en tant que concurrent, dont le Rallye du Limousin où il termine 9e et premier de sa classe A6K. Il prend également part au Rallye de France – Grand National, où il est contraint à l'abandon à cause de problèmes mécaniques. L'année suivante, Arnaud trouve les financements nécessaires pour participer intégralement au Championnat de France des rallyes 2011 avec une Clio R3. Cependant deux sorties successives, au Rallye du Rouergue puis au Rallye du Mont-Blanc, l'obligent à stopper net sa saison, fautes de financement nécessaires pour poursuivre.

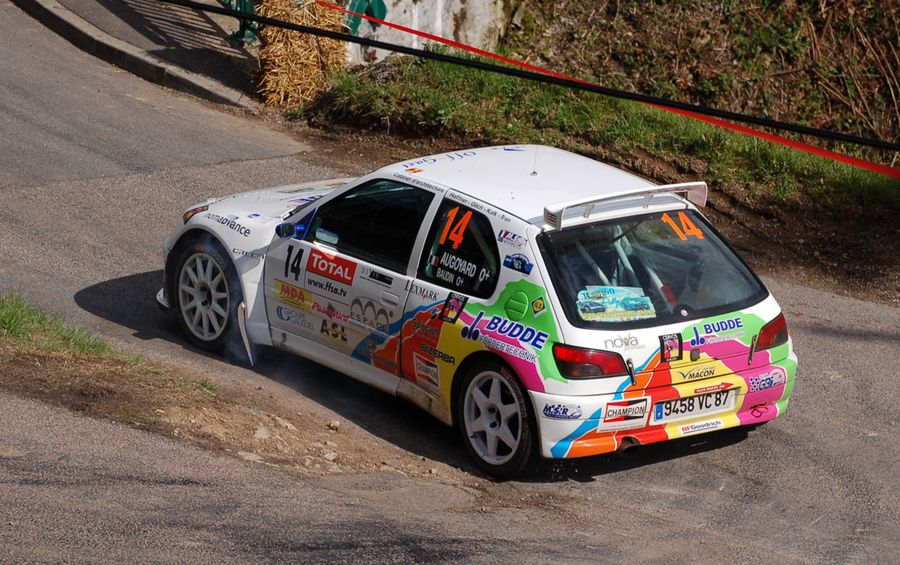
Arnaud Augoyard au Rallye Lyon-Charbonnière.

## Palmarès
- 2011 : Il participe au Championnat de France des rallyes, avec une Clio R3
- 2010 : 
  - Quelques apparitions en tant qu'ouvreur et concurrent
  - Participation au Rallye de France – Grand National mais il abandonne à cause de problèmes mécaniques
- 2009 : Pilote pour le Volant 207 : 1 course
- 2008 : 
  - Pilote 306 Maxi vainqueur du trophée BFGoodrich (championnat de France "amateurs"),
  - 3e du Championnat de France des rallye asphalte
  - 3e du Rallye Lyon-Charbonnières
  - Champion de France des rallyes team avec l'équipe MSR by GBI.com-arthritis
- 2007 : Pilote officiel Renault Clio R3
- 2006 : 
  - Pilote officiel Renault Clio S1600
  - 9e du Championnat de France des rallyes asphalte
  - 3e du Rallye du Rouergue
- 2005 : Vainqueur de la Clio cup rally
- 2004 : 2e du Volant 206
- 2003 : 3 rallyes disputés, avec la Peugeot 206 Xs
- 2002 : 7e du Volant 206, avec un podium au Rallye Terre de l'Auxerrois
- 2001 : 
  - Pilote Rallye Jeunes
  - 13e du Volant 206
- 2000 : 2 rallyes disputés, au volant d'une Peugeot 106 Gr N
- 1999 : Finaliste de l'opération Rallye Jeunes